# Aleksandr Aleksiejew (radziecki dyplomata)
Aleksandr Iwanowicz Aleksiejew (Szytow) (ros. Алекса́ндр Ива́нович Алексе́ев (Шитов), ur. 14 sierpnia 1913 w guberni kostromskiej, zm. 1998) – radziecki dyplomata.

## Życiorys
Ukończył studia na Wydziale Historycznym Uniwersytetu Moskiewskiego, został członkiem WKP(b), w 1938 był tłumaczem grupy radzieckich doradców wojskowych w Hiszpanii. Od 1941 pracował w Ludowym Komisariacie Spraw Zagranicznych ZSRR, 1941-1943 pracował w ambasadzie ZSRR w Iranie i w Afryce Północnej, 1944-1951 był attaché kulturalnym Ambasady ZSRR we Francji, 1951-1953 pracował w agencji Sowinformbiuro. Następnie był I sekretarzem Ambasady ZSRR w Argentynie, od 1958 pracował w Państwowym Komitecie Rady Ministrów ZSRR ds. Kontaktów Kulturalnych z Zagranicą, 1959-1960 kierował Wydziałem Państw Ameryki Łacińskiej tego komitetu.
Od 1960 do 12 czerwca 1962 był radcą ambasady ZSRR na Kubie. Od 12 czerwca 1962 do 15 stycznia 1968 był ambasadorem nadzwyczajnym i pełnomocnym ZSRR na Kubie. W tym okresie rządzony przez Fidela Castro kraj stał się jednym z członków bloku wschodniego po inwazji w Zatoce Świń.
Od stycznia 1968 do marca 1974 pracował w aparacie Ministerstwa Spraw Zagranicznych ZSRR, od 20 marca 1974 do 7 czerwca 1980 był ambasadorem nadzwyczajnym i pełnomocnym ZSRR na Madagaskarze. Po zwolnieniu w 1980 ze służby dyplomatycznej był zastępcą przewodniczącego Agencji Prasowej „Nowosti”.